# Z 20900
Z 20900 — французский электропоезд. Строился в 2001-2004 годах, для обслуживания линии RER C. Всего было построено 54 поезда. По состоянию на декабрь 2011 эксплуатируются все произведённые поезда.
Z 20900 принадлежит семейству Z 2N. Также в это семейство входят Z 8800, Z 20500, Z 5600 и Z 23500.